# Сент-Огастин-Шорс (Флорида)
Сент-Огастин-Шорс (англ. Augustine Shores) — статистически обособленная местность, расположенная в округе Сент-Джонс (штат Флорида, США) с населением в 4922 человека по статистическим данным переписи 2000 года.

## География
По данным Бюро переписи населения США статистически обособленная местность Сент-Огастин-Шорс имеет общую площадь в 8,81 квадратных километров, водных ресурсов в черте населённого пункта не имеется.
Статистически обособленная местность Сент-Огастин-Шорс расположена на высоте 8 м над уровнем моря.

## Демография
По данным переписи населения 2000 года в Сент-Огастин-Шорс проживало 4922 человека, 1490 семей, насчитывалось 2269 домашних хозяйств и 2567 жилых домов. Средняя плотность населения составляла около 558,68 человека на один квадратный километр. Расовый состав населённого пункта распределился следующим образом: 95,25 % белых, 2,03 % — чёрных или афроамериканцев, 0,16 % — коренных американцев, 1,12 % — азиатов, 0,08 % — выходцев с тихоокеанских островов, 0,77 % — представителей смешанных рас, 0,59 % — других народностей. Испаноговорящие составили 3,09 % от всех жителей статистически обособленной местности.
Из 2269 домашних хозяйств в 19,0 % воспитывали детей в возрасте до 18 лет, 54,5 % представляли собой совместно проживающие супружеские пары, в 8,6 % семей женщины проживали без мужей, 34,3 % не имели семей. 28,7 % от общего числа семей на момент переписи жили самостоятельно, при этом 19,3 % составили одинокие пожилые люди в возрасте 65 лет и старше. Средний размер домашнего хозяйства составил 2,16 человек, а средний размер семьи — 2,63 человек.
Население статистически обособленной местности по возрастному диапазону по данным переписи 2000 года распределилось следующим образом: 17,1 % — жители младше 18 лет, 3,9 % — между 18 и 24 годами, 21,8 % — от 25 до 44 лет, 23,2 % — от 45 до 64 лет и 34,0 % — в возрасте 65 лет и старше. Средний возраст жителей составил 51 год. На каждые 100 женщин в Сент-Огастин-Шорс приходилось 83,5 мужчин, при этом на каждые сто женщин 18 лет и старше приходилось 77,9 мужчин также старше 18 лет.
Средний доход на одно домашнее хозяйство статистически обособленной местности составил 40 417 долларов США, а средний доход на одну семью — 46 682 доллара. При этом мужчины имели средний доход в 35 081 доллар США в год против 26 250 долларов среднегодового дохода у женщин. Доход на душу населения статистически обособленной местности составил 40 417 долларов в год. 4,4 % от всего числа семей в населённом пункте и 6,9 % от всей численности населения находилось на момент переписи населения за чертой бедности, при этом 8,9 % из них были моложе 18 лет и 4,4 % — в возрасте 65 лет и старше.